# V401 Большой Медведицы
V401 Большой Медведицы (лат. V401 Ursae Majoris) — двойная затменная переменная звезда типа W Большой Медведицы (EW) в созвездии Большой Медведицы на расстоянии приблизительно 1782 световых лет (около 546 парсеков) от Солнца. Видимая звёздная величина звезды — от +14,32m до +13,97m. Орбитальный период — около 0,2804 суток (6,7308 часов).